# Eupithecia artemesiata
Eupithecia artemesiata là một loài bướm đêm trong họ Geometridae.